# Humpatagallia ornata
Humpatagallia ornata är en insektsart som beskrevs av William Lucas Distant 1914. Humpatagallia ornata ingår i släktet Humpatagallia och familjen dvärgstritar. Inga underarter finns listade i Catalogue of Life.